# Amtsgericht Bühl
Das Amtsgericht Bühl ist ein Gericht der Ordentlichen Gerichtsbarkeit und eines von fünf Amtsgerichten im Landgerichtsbezirk Baden-Baden. Es hat seinen Sitz in Bühl in Baden-Württemberg.

## Instanzenzug
Dem Gericht übergeordnet sind das Landgericht Baden-Baden und das Oberlandesgericht Karlsruhe.

## Gerichtsbezirk
Der Gerichtsbezirk umfasst die Gemeinden Bühl, Bühlertal, Hügelsheim, Lichtenau, Ottersweier, Rheinmünster und Sinzheim, in denen ca. 71.700 Einwohner leben (Stand: 31. Dezember 2018). 
Das Gericht ist sachlich zuständig für die den Amtsgerichten zugewiesenen Zivil- und Strafsachen, die Einzelzwangsvollstreckung, Betreuungsangelegenheiten sowie Beratungshilfe. 
Die Zuständigkeit für Nachlass-, Familien-, Insolvenz- und Zwangsversteigerungssachen liegt zentralisiert bei dem Amtsgericht Baden-Baden. Zuständiges Registergericht ist das Amtsgericht Mannheim, für Grundbuchsachen ist hingegen das Grundbuchamt bei dem Amtsgericht Achern zuständig.

## Gebäude
Das Gericht ist in einem Gebäude auf der Hauptstraße untergebracht.